# Матушка (рід)
Мату́шка (чес.: Matuška; нім.: Matuschka; пол.: Matuszka) - давній богемський та моравський шляхетський і князівський рід, що поширився також у 15 столітті на Оберунгарн (сьогоднішня Словаччина), а у 18 столітті на Сілезію.
За часів Священної Римської імперії, їх титул був підтверджений апостольським королем Угорщини і Богемії, і Будинок Матушок відносився до т.з. "старого шляхетства".
З 1747 року представники родини користувались титулами граф (Graf von Matuschka) та фрайгер (Freiherr von Toppolczan und Spaetgen). Нинішній голова будинку - граф Карл Матушка (Karl Graf Matuschka).

## Історія
Шляхетський рід Матушки походить з південної Богемії, від князівського роду. Приблизно з 1360-х р. вони були господарями в Лазники (Lazníky) в Моравії, де Янко Матушка згадується в письмових документах від 1373 року.
Лазники, які пізніше називались Великі Лісинки (Velké Lesinky), були одним з перших осередків роду, внаслідок чого Топоханський замок у сучасній Словаччині, 1804 року був визнаний владою Австо-Угорщини однією з резиденцій династії. Піднесення родини починається з 1440-х років,  завдяки полководцю Матушу фон Лазнику (Matúš von Laznik), якого також називали Матушек, що перебував у війську Яна Іскри та воював у Польщі.
Його нащадки 18 жовтня 1519 року отримали герб від польського короля Сигізмунда I та предикат "фон Топольчан" (Matúš Matuška z Topoľčan) та угіддя Топольчани.
Родинна гілка "фон Топольчан і Спетген" (von Toppolczan und Spaetgen) була заснована бароном Фрідріхом Рудольфом фон Матушкою (1706–1770), що одружився з Габріелою (1715–1781), донькою канцлера Генріха Готфріда Фон Спетген. Вона оселились в Сілезії. Їх син був відомим ботаніком Генріхом Готфрідом фон Матушкою.
У 1747 році вони отримали від Імператора Священної Римської імперії титул графа.
Протягом 18-19 століть були утворені окремі родинні гілки, кожна з яких названа на честь відповідних володінь: Пишчин (Pyszczyn), Бішов (Biechów), Косел  .(Kosel), Древохостіц (Dřevohostice) та інші.
Родина володіла палацами та замками у Верхній Сілезії, Нижній Сілезії, Моравії, Словаччині, Австрії.
В результаті Другої світової війни (1939–1945) більшість членів будинку Матушки втратили своє майно і були змушені залишити свої місця проживання в Прусській Сілезії та Чехословаччині. Нинішні представники роду живуть у Словацькій Республіці, Аргентині, Ірландії та США.